# Чавес Батиста, Аугусту
Аугусту Чавес Батиста (порт. Augusto Chaves Batista; 1916—1967) — бразильский миколог.

## Биография
Аугусту Чавес Батиста родился 15 июня 1916 года в городе Санту-Амару штата Баия в семье Жозе Отавиану Батисты и Теодоры Амелии Чавес Батисты. Учился в школе в Санту-Амару. В декабре 1937 года Батиста окончил Сельскохозяйственное училище Баии по специальности агронома. Аугусту находился под влиянием миколога и фитопатолога Камиля Торрана. С 1940 года Батиста активно путешествовал, некоторое время преподавал в Техасской сельскохозяйственной экспериментальной станции и в Микологическом институте в Лондоне. Он посетил множество государств Южной Америки, а также Англию, Францию, Италию, Швейцарию и Португалию. В 1946 году Батиста стал профессором фитопатологии и микробиологии в Университете Пернамбуку. В том же году он был назначен главой фитопатологического отделения Научно-исследовательского сельскохозяйственного института в Пернамбуку. В 1954 году он стал первым директором Микологического института Пернамбуку. Аугусту Чавес Батиста скончался 30 ноября 1967 года в больнице в Ресифи после внутримозгового кровоизлияния. Он был женат на Альжесире Альбукерке Батисте.
Аугусту Батиста издал более 600 научных публикаций по микологии и почвенной микробиологии. Он был членом нескольких научных обществ, в том числе Ботанического общества Бразилии, Британского микологического общества, Международной ассоциации по таксономии растений и Фитопатологического общества Америки.

## Роды грибов, названные в честь А. Ч. Батисты
- Batistaella Cif., 1962, nom. nov. [syn.  Phaeosaccardinula Henn., 1905]
- Batistamnus J.L.Bezerra & Cavalc., 1967
- Batistia Cif., 1958
- Batistina Peres, 1961
- Batistinula Arx, 1960
- Batistopsora Dianese, R.B.Medeiros & L.T.P.Santos, 1993
- Batistospora J.L.Bezerra & M.P.Herrera, 1964